# Historiografía cristiana
Historiografía cristiana, producción historiográfica ligada a la religión cristiana. Es una historiografía que tomará ideas básicamente del judaísmo frente a la Historiografía Clásica, y corresponde a una época de decadencia de los estudios históricos, desde el punto de vista de la historia cultural de Europa.

## Características

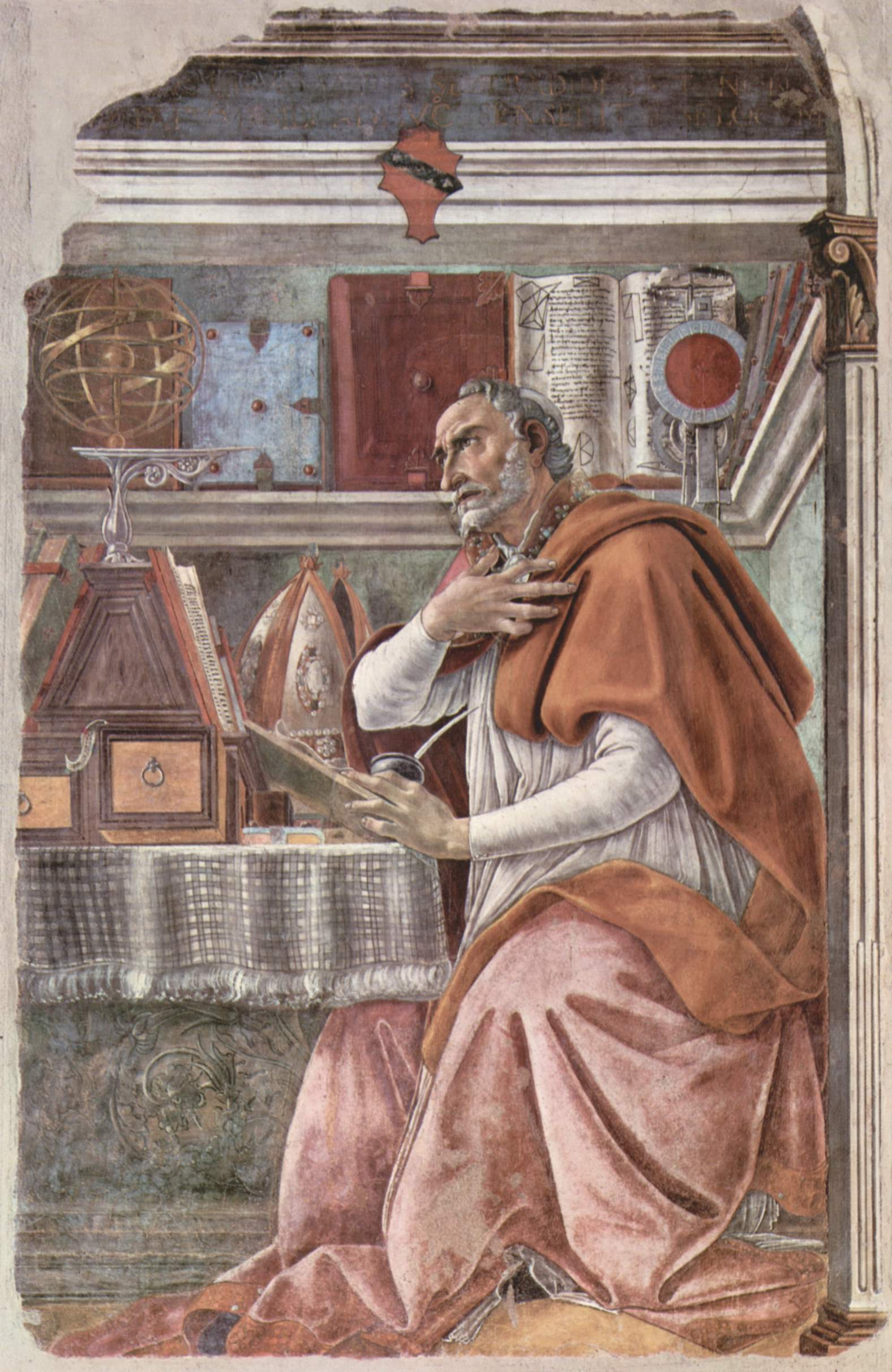
Agustín de Hipona por Sandro Botticelli, c. 1480

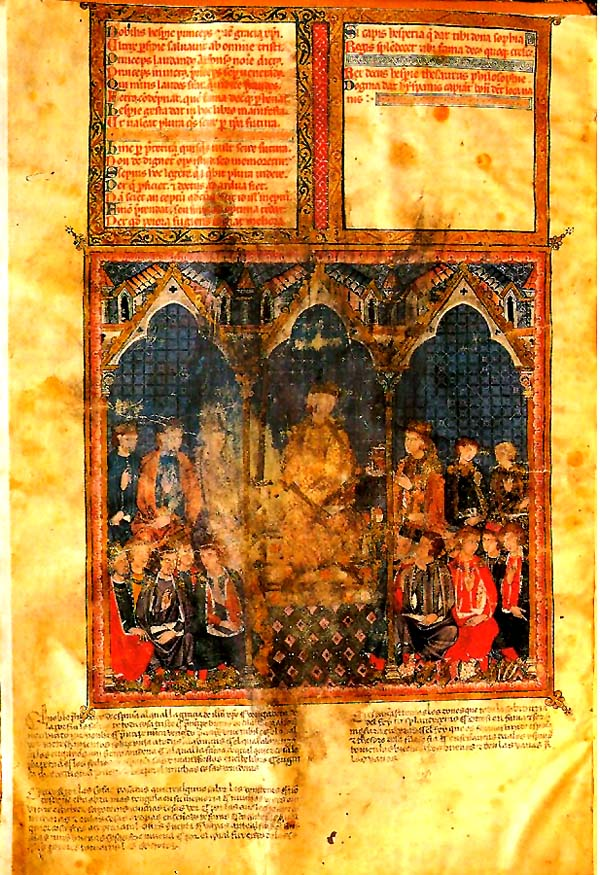
Manuscrito de la Estoria de España de Alfonso X el Sabio.

### Antecedentes
En este periodo se introducen muchas innovaciones. Hay teóricos que creen que la verdadera historiografía empieza aquí. El cristianismo hereda una serie de ideas del judaísmo y otras que son propias de esta religión. 
En el tránsito al Medioevo se produce una ruptura radical con la tradición historiográfica clásica. El cristianismo la concibe no como una investigación secular, causal y racionalista de los hechos humanos, sino como la contemplación alegórica de la voluntad divina: la historia es la realización de un plan preparado por Dios, cuyo objetivo es la salvación del hombre. Hablamos, por tanto, de una escatología histórica de estructura lineal, cuyo final está ya decidido, marcando la evolución de la humanidad desde sus orígenes: principio, desarrollo y final se encuentran íntimamente imbricados, pues narran en realidad la historia de un pecado, el original, su expiación y el regreso del hombre a la gracia divina.
En realidad se trata de una teología de contenidos históricos, que aspira a desarrollar una Historia Universal que narre el desenvolvimiento de la Divina Providencia. Entre sus constructores podemos destacar a San Agustín (354-430), su gran sistematizador –su obra La Ciudad de Dios está concebida para salvar al cristianismo de las profecías incumplidas, desligando la Iglesia del Imperio en descomposición-; y Eusebio (260-340), que estableció el primer gran modelo con su Crónica, un esfuerzo por enlazar la historia bíblica con la de los pueblos mediterráneos.
Otro género histórico, relacionado con el anterior, es el que nace con la constitución de los reinos medievales que sustituyen al sistema político del Imperio; se trata de las crónicas de su formación y consolidación, siempre dentro de una concepción cristiana y providencialista. Así Gregorio de Tours (Historia de los Franceses), Beda el Venerable (Historia de la Iglesia y el pueblo de Inglaterra), Paulo (Historia de los Lombardos) o Alfonso X, director de la Crónica General de España, 1270-1280, ya en lengua vernácula.

### Ideas tomadas del judaísmo
- El tiempo se toma como algo lineal, no es circular ni cíclico, ahora el tiempo tiene un principio (el Génesis) y un final (El Juicio Final). Estos límites podrán cambiar, pero seguirán existiendo. Esto hace que ahora la historia tenga un sentido, se piensa que todo lo que pasa es vital.
- Lo que les ha pasado a los judíos a lo largo de la historia es muy importante, porque es Historia Sagrada. La religión de los judíos se basa en el pacto, el Berith, entre los judíos que es el pueblo elegido, y cuya parte del trato consiste en no adorar a otros dioses, sino a Yahvé. Pero para los judíos, debido a esta promesa, todas las victorias o las derrotas que les suceden es por voluntad de Dios. Esta promesa que hicieron los judíos afecta también a los pueblos que les rodean, por ejemplo, la victoria de los Babilonios es a consecuencia de la venganza divina que quiere castigar a los judíos. Y luego los Persas derrotan a los Babilonios; que esto será tomado como una recompensa de Dios hacia los judíos. Todo esto tiene como causa una idea sagrada de la historia y será adoptado por el cristianismo.

### Aportaciones a la historiografía
- Una concepción no-humanista de la historia. Para Agustín de Hipona, el hombre está cegado por el pecado, no sabe lo que hace y no es dueño de su destino, por eso, las cosas buenas que suceden son obra de Dios. Este es el momento de la creación de la historiografía, cuando la historia tiene un sentido, que está oculto, pero que se puede descubrir. En la Edad Media ese sentido será Dios, pero en el siglo XIX serán otras causas que no son humanas, pero tampoco divinas.
- La historia de los judíos tiene un sentido, con un principio y un final, pero con el cristianismo hay también un centro, que es el nacimiento de Cristo, con lo que la historia se periodiza en dos momentos, antes y después de Cristo.
- Se modifica el significado de la sustancia, ya no hay inmutabilidad, porque Dios puede cambiarlo todo.
- La historiografía cristiana es universal, Dios crea al hombre, es por lo tanto, la historia del género humano, la que afecta a la historia sagrada.
- Es providencialista, la historia se basa en la acción de la Divina Providencia.

## Historiadores cristianos
- Eusebio de Cesarea: No es un historiador riguroso, pero es importante por las innovaciones que introdujo.
- Agustín de Hipona: Es el padre de la Iglesia con mayor influencia sobre la Edad Media. Es el creador de un nuevo tipo de historia con su libro De civitate dei (413 – 427 d. C.), y será muy importante hasta la actualidad.
- Joaquín de Fiore: Sus ideas sobre la historia nacen de una interpretación mística; ve en sueños un instrumento musical anómalo. Para él, la historia de la humanidad, es un proceso de desarrollo espiritual.
- Bossuet: En él culmina la interpretación histórica basada en las ideas divinas. Él va a ser el referente cuando llegue la Ilustración.